# Jokubas Aust
Jokubas Aust (* 1999 in Köln) ist ein deutscher Kinder- und Jugenddarsteller. Er spricht Litauisch als Muttersprache und spielt Schlagzeug.

## Produktionen
- 2006–2008: Billy Budd von Benjamin Britten (Oper Köln), Rolle: Schiffsjunge
- 2007–2010: Die Nibelungen von Friedrich Hebbel (Schauspielhaus Köln), Rolle: Kind Odnit
- 2007–2011: Das goldene Vlies von Franz Grillparzer (Schauspielhaus Köln), Rolle: Kind Ason und Kind Apsürtus
- 2009–2011: Das Fest von Thomas Vinterberg und Mogens Rukov (Schauspielhaus Köln), Rolle: Kind Erik
- 2010–2011: Wozzeck von Alban Berg (Oper Köln), Rolle: Mariens Knabe
- 2011–2012: Krieg und Frieden von Sergej Prokofjew (Oper Köln), Rolle: einsamer Junge

## Filmografie
- 2012: Pommes essen